# Колбасково (гмина)
Колбаско́во (пол. Kołbaskowo) — сельская гмина (волость) в Польше, входит как административная единица в Полицкий повет, Западно-Поморское воеводство. Население — 8312 человек (на 2005 год).

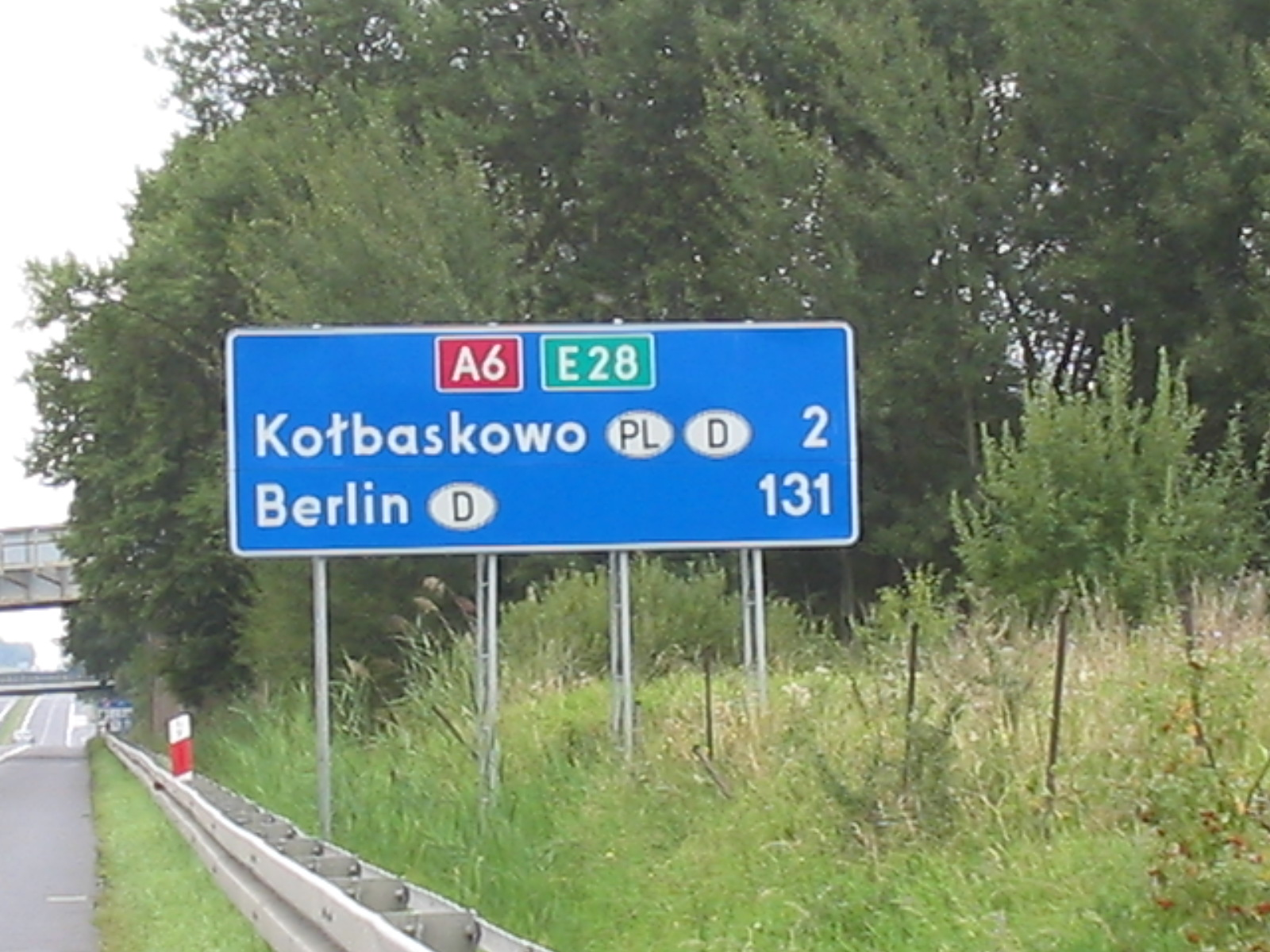
Гмина Колбасково